# De Furtivis Literarum Notis

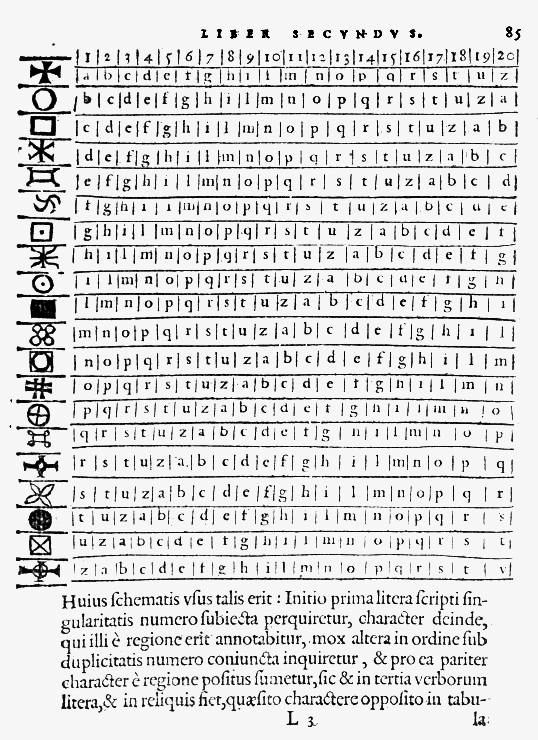
Una pàgina de De Furtivis Literarum Notis.

De Furtivis Literarum Notis (1563) una obra de Giovanni Battista Della Porta sobre criptografia.
El llibre recull els coneixements sobre criptologia de la seva època i proposa algunes millores. Della Porta fou l’inventor d’un sistema de doble clau que fou emprat durant tres segles.
El tractat fou publicat a Londres amb el títol de "De occultis literarum notis" (1591).

## Tractat d'esteganografia?
Tractat d'esteganografia. El sistema de Della Porta de passar missatges ocults, escrits sota la closca d'ous durs, no té res a veure amb aquest tractat. Aquest sistema fou presentat a la Magia Naturalis.